# Haute Marche
 (avril 2021).
Si vous disposez d'ouvrages ou d'articles de référence ou si vous connaissez des sites web de qualité traitant du thème abordé ici, merci de compléter l'article en donnant les références utiles à sa vérifiabilité et en les liant à la section « Notes et références ».
La  Haute Marche  est une Région naturelle de France située au nord du Limousin, dans le département de la Creuse. Elle doit son nom à l'ancienne province de la Marche dont elle occupe une petite partie.

## Géographie

### Situation
Cette région naturelle décrite par Frédéric Zégierman est située autour des villes de Guéret et d'Aubusson, de part et d'autre du cours supérieur de la Creuse. Sous l'Ancien Régime, le nom de Haute Marche désignait une aire géographique beaucoup plus grande correspondant approximativement à l'actuel département de la Creuse.
Les régions naturelles voisines sont, au nord le Boischaut Sud et le Bocage bourbonnais, à l'est les Combrailles, au sud la Montagne limousine et le Pays de Bourganeuf et à l'ouest le Pays de La Souterraine.